# Toxi-infecção alimentar
Toxinfecção alimentar é um tipo de Doença Transmitida por Alimentos (DTA) adquirida através da ingestão de alimentos contaminados por microrganismos patogênicos que produzirão toxinas no trato gastrointestinal. Exemplos de bactérias causadoras de Toxinfecção alimentar: Vibrio cholerae, Clostridium perfringens, Escherichia coli e Bacillus cereus.
Se diferencia de:
- Infecção alimentar - causada por ingestão de microrganismos patogênicos que se multiplicam no trato gastro-intestinal, como Salmonella.
- Intoxicação alimentar - causada pela ingestão de toxina produzida por bactérias no trato gastro-intestinal ou no alimento, como a toxina de Clostridium botulinum e Staphylococcus aureus.

Sintomas: Náuseas, vômitos e diarréia.
</ref>